# طوماس طومسون
طوماس طومسون (1817-1878) (بالإنجليزية: Thomas Thomson)‏ هو عالم نبات إسكتلندي.